# Яшув
Яшув (пол. Jaszów, нім. Seiffersdorf bei Ottmachau) — село в Польщі, у гміні Ґродкув Бжезького повіту Опольського воєводства.
Населення — 360 осіб (2011).

## Демографія
Демографічна структура станом на 31 березня 2011 року:
|          | Загалом | Допрацездатний вік | Працездатний вік | Постпрацездатний вік |
| -------- | ------- | ------------------ | ---------------- | -------------------- |
| Чоловіки | 187     | 39                 | 130              | 18                   |
| Жінки    | 173     | 32                 | 111              | 30                   |
| Разом    | 360     | 71                 | 241              | 48                   |